# The Purple Cipher
The Purple Cipher er en amerikansk stumfilm fra 1920 af Chester Bennett.

## Medvirkende
- Earle Williams som Leonard Staunton
- Vola Vale som Jeanne Baldwin
- Ernest Shields som Jack Baldwin
- Allan Forrest som Alan Fitzhugh
- Henry A. Barrows som Frank Condon
- Goro Kino som Hop Lee
- Frank M. Seki som Wong Foo